# Estació del Pedró
El Pedró és una estació de les línies T1 i T2 de la xarxa del Trambaix situada sobre la carretera d'Esplugues, al costat del barri del Pedró, a Cornellà de Llobregat i es va inaugurar el 3 d'abril de 2004 amb l'obertura del Trambaix.
| Trambaix               |         |                      |                 |                        |
| Procedència/Destinació | <       | Línia                | >               | Procedència/Destinació |
| Francesc Macià         | Montesa |                      | Ignasi Iglésias | Bon Viatge             |
| Francesc Macià         | Montesa | Llevant - les Planes | Ignasi Iglésias |                        |